# Southchurch
Southchurch är en ort i unparished area Southend-on-Sea, i kommunen City of Southend-on-Sea, i Storbritannien. Den ligger i grevskapet Essex och riksdelen England, i den sydöstra delen av landet, 60 km öster om huvudstaden London. Southchurch ligger 28 meter över havet och antalet invånare är 2 000. Civil parish hade 3 954 invånare år 1911. År 1913 blev den en del av den då nybildade Southend on Sea. Byn nämndes i Domedagsboken (Domesday Book) år 1086, och kallades då Sudcerca.